# Hofmeierhaus, Landgut Hasse
Das Hofmeierhaus, Landgut Hasse in  Bremen-Oberneuland, Rockwinkeler Landstraße 40, stammt vom Anfang des 20. Jahrhunderts.
Es wird aktuell (2023) als Wohnhaus genutzt.
Das Gebäude steht seit 2023 unter Bremischem Denkmalschutz.

## Geschichte
Das Landgut Hasse bzw. Landsitz Hasse mit Hasses Park in der Rockwinkeler Gemarkung bei der Oberneulander Mühle war ein altes Vorwerk mit dem Vollhof und mehreren Meierhöfen. 1894 wurde das Grundstück geteilt und die Familie Hasse erhielt den südlichen Teil, auf dem sie 1894/96 ihr Landhaus realisierten.
Das eingeschossige giebelständige Hofmeierhaus des Landgutes wurde 1902 im romantisierenden Stil eines Vierständer-Hallenhauses mit verputzten Ausfachungen, Krüppelwalmdach und Uhlenloch nach Plänen der Architektengemeinschaft Eduard  Gildemeister und Wilhelm Sunkel für Carl Otto Hasse gebaut.
Bei dem Gebäude und dem Landhaus Hasse blieb ein Teil des Parks erhalten.
Das Landesamt für Denkmalpflege Bremen befand: „… Vor dem Hintergrund der erwachenden Heimatschutzbewegung, … realisierten die Architekten ein Hofmeierhaus, das die Formensprache altertümlicher, regionaler Bauernhäuser reproduziert. … [Es] entstand eine Mischung aus einem zweckmäßigen Landwirtschaftsgebäude und einem romantisch-idealisierten Kulissenbau …“